# Винокуров, Алексей Юрьевич
Алексей Юрьевич Винокуров (род. в 1969 году, Пермь) — российский прозаик, сценарист, кинопродюсер. Член Союза писателей России. Финалист литературной премии «Большая книга» (2018). Лауреат национального конкурса «Книга года-2012», финалист конкурса «Российский сюжет» (2004).

## Биография
Родился в 1969 году в городе Перми. Проходил обучение на филологическом факультете Московского государственного педагогического института имени Ленина. Трудовую деятельность осуществлял в отделе литературы и искусства в газете «Московский комсомолец», затем работал колумнистом в «Новом времени», был заведующим отделом публицистики в газете «Iностранец», позже был назначен главным редактором журнала «Другой». Второй, после Виктора Шендеровича, постоянный автор программы «Куклы».
На протяжении длительного времени увлекается китайским ушу, тренирует внутренние стили, а именно стиль Янши Тайцзицюань в старой даосской традиции. Изучает современный Китай.
Участником первого Форума молодых писателей России. В 2001 году вступил в ряды членов союза писателей Москвы.
Роман «О карлике бедном» его первое произведение, которое было напечатано в журнале «Постскриптум». В 1997 году в журнале «Знамя» вышла повесть «Туда, где нас нет». Автор детских книг «Страна трех земель. Наследник Мерлина» и «Разоблачение черного пса». В первых его литературных трудах читатель находит оригинальный юмор. Виктор Шендерович Винокурова называл «фабрикой по производству смешного».
Автор сценариев для телевизионных фильмов.

## Фильмография
Автор сценарий к фильмам и телевизионным сериалам:
- 1999—2000 — Редакция,
- 2005 — Дети Ванюхина,
- 2006 — Виола Тараканова. В мире преступных страстей-3 (фильм 3, «Фокус-покус от Василисы Ужасной»),
- 2006 — Громовы,
- 2006 — Трое сверху,
- 2007 — Иван Подушкин. Джентльмен сыска-2,
- 2009 — Круиз,
- 2010 — Дом образцового содержания,
- 2010- Маршрут милосердия,
- 2010—2013 — Ефросинья,
- 2011 — Пилот международных авиалиний,
- 2014—2016 — Свет и тень маяка,
- 2015 — Спасайся, брат!.

## Премии и награды
- Первая премия в драматургическом конкурсе «Честь. Долг. Достоинство», за пьесу «Блюститель».
- 2004 — Финалист конкурса «Российский сюжет», за киносценарий «Четверо».
- 2004 — шорт-лист премии «Национальный бестселлер-2004», за повесть «Янки в России».
- 2012 — лауреат национального конкурса «Книга года-2012» в номинации «Лучшая детская книга» за книгу «Разоблачение черного пса»".
- 2018 — финалист Большой книги за «Люди чёрного дракона»[3],
- 2020 — шорт-лист Большой книги за «Тёмные вершины»[4].